# Smokey Eyes

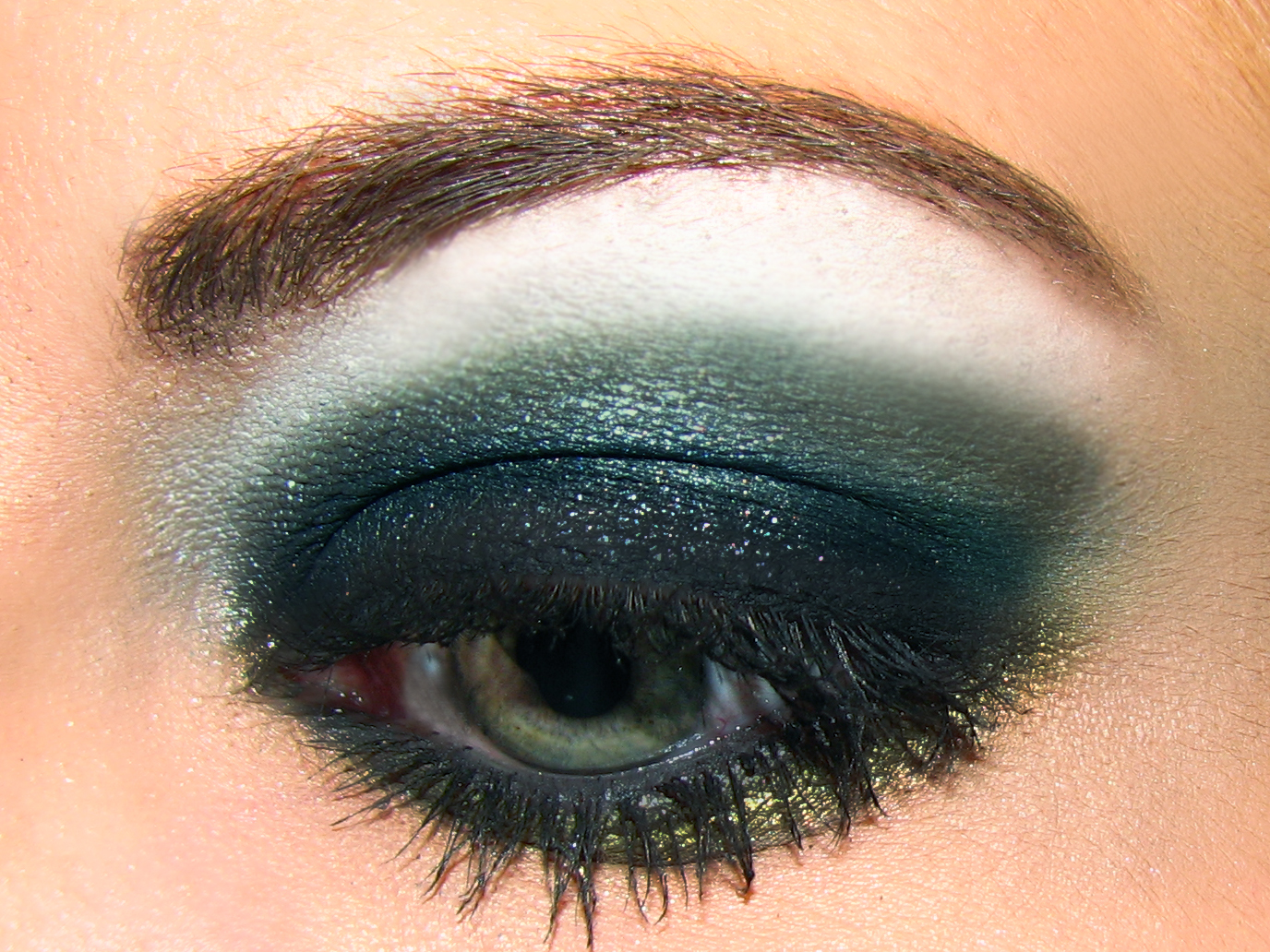
In dunklen Blau- und Grüntönen geschminktes Auge

Smokey Eyes ist ein Schminkstil, bei dem vor allem die Augen mit dunklen Farben betont werden. Der Ausdruck „Smokey Eyes“ (Englisch: Rauchige Augen) bezieht sich auf das verrauchte Aussehen des in dunklen (meistens schwarzen oder grauen) Farbtönen geschminkten Augenumfelds. Smokey Eyes betonen insbesondere die weiße Augenhaut sowie die Iris, indem sie einen starken Kontrast dazu bilden. Oft werden Smokey Eyes auch in Anlehnung an die Farbe der Iris geschminkt, beispielsweise bei einer grünen Iris in dunkelgrünen und -blauen Farbtönen.

## Generelle Anwendung
Die Besonderheit der Smokey Eyes ist es, mindestens zwei unterschiedliche Lidschattenfarben zu verwenden. Grundsätzlich gilt dabei, dass der innere Teil des Lids, also jener Teil, der näher beim Auge liegt, mit der dunkelsten Farbe geschminkt wird, während weiter außen immer hellere Farbtöne zur Anwendung gelangen. Meistens werden die einzelnen Farbtöne an ihren Übergangsstellen miteinander verwischt, um den namensgebenden rauchigen Ausdruck zu erhalten. Ergänzt wird das Auftragen des Lidschattens meistens durch dunklen Eyeliner oder Kajal, der direkt am Lidrand aufgetragen wird, sowie durch die Verwendung von dunkler Wimperntusche. In der Regel werden die Wimpern beim Schminken von Smokey Eyes sehr stark getuscht.
Smokey Eyes finden vor allem Anwendung als Abend-Make-up für Disco, Partys, Bälle oder ähnliche Gelegenheiten.